# Broken Arrow de Fairfield-Suisun
 (avril 2025).
En juillet 1950, peu après le déclenchement de la guerre de Corée, le comité des chefs d'état-major interarmées décida d'envoyer dix bombardiers Boeing B-29 Superfortress, porteurs de l’arme atomique, à Guam pour dissuader la République populaire de Chine (RPC) d’attaquer Taïwan. Chaque bombardier était chargé d'une bombe nucléaire Mark 4 sans noyau fissile.
Le 44-87651 décolle le samedi 5 août 1950 du 99th Bombardment Squadron, à Fairfield-Suisun, piste 21L. Il était alors 22h00. Ce bombardier est piloté par le capitaine Eugene Q. Steffes, avec comme copilote le premier lieutenant Carter W. Johnson et le sergent technique Donald W. Moore comme ingénieur de vol. Il comptait à son bord un équipage de la 9th Bombardment Wing, commander par le brigadier général Robert F. Travis.
Alors que l'avion atteignait les 2.400 m à une vitesse de 200 km/h environ, le moteur numéro deux (bâbord intérieur) est soudainement passée de 2.800 tr/min à 3.500 tr/min. Steffes a ordonné que l'hélice soit mise en drapeau et l'avion a continué sa prise d’altitude à une vitesse de 250 km/h. C’est ensuite le moteur numéro trois (tribord intérieur) qui fait de même.
Incapable de prendre assez de vitesse, Steffes a décidé d’amorcer un virage à 180 degrés pour revenir en arrière et effectuer un atterrissage d'urgence. Il reçut l’autorisation de la tour de contrôle d’atterrir sur la même piste de laquelle ils avaient décollé quelques minutes plus tôt. Le B-29 a procédé à son demi-tour, mais a perdu trop d'altitude. Steffes a laissé l'avion dériver vers la gauche pour éviter des habitations à proximité.
L'avion a heurté le sol à 190 km/h.
Le bombardier s'est brisé et a immédiatement pris feu. Les trappes d'évacuation étaient bloquées, mais les rescapés ont pu sortir par un trou dans le nez de l’appareil. Travis a été sorti de l'épave vivant mais est décédé des suites de ses blessures alors qu'il était en route vers l'hôpital. Un seul des vingt occupants de l'avion, le premier lieutenant CE Boyce, s'en est sorti indemne.
Quatre hommes étaient en service près du lieux du crash. Ils auraient entendu des appels à l'aide provenant de la partie avant et ont aidé à sortir huit hommes de l'épave. Les pompiers sont arrivés sur les lieux, ainsi que la police militaire.
Lorsque la température a commencé à se faire trop forte autour des munitions de calibre 50, le sergent Lewis Siqueira, responsable des premiers militaires venus en aide au bombardier, a ordonné à ses hommes de quitter la zone. Le lieutenant-colonel Raymond E. Holsey, l'officier le plus haut gradé sur les lieux, craignait les 2.300 kg d'explosifs dans la Mark 4 n’explosent. Il a ordonné aux sauveteurs et aux spectateurs de se retirer, mais ils n'ont pas obtempéré. 
Environ 20 minutes après l'accident, la TNT de la bombe a explosé, répandant les débris brûlants et du carburant enflammé sur une superficie de 5,2 kilomètres carrés. L'explosion a creusé un cratère dans le sol de 18 m de large et profond de 1.8 m. Sept autres personnes qui ne faisaient pas partie de l'équipage sont mortes au sol dans l'explosion. Tous les camions de pompiers de la base ont été détruits, ainsi que des dizaines de véhicules civils dans un lotissement proche, lui aussi incendié. Environ 49 personnes ont été admises à l'hôpital avec un pronostic vital engagé, tandis que 124 autres ont été soignées pour des blessures mineures. Deux femmes ont eu le pied droit amputé.

## Conséquences
Les enquêteurs ont montré que le problème était dû à une mauvaise vérification lors de la maintenance du 22 juillet 1950, lors du changement des quatre hélices. Un problème a été détecté lors d'un vol d'essai. L'équipe au sol a reçu l'ordre d'installer de nouveaux contacteurs, ce qui n’a pas été fait. Le moteur numéro trois et l'hélice n'ont pas été retrouvés. Il a été de plus constaté qu'il n'y avait que six ceintures de sécurité pour dix hommes dans le compartiment avant.
Les procédures d'exploitation des B-29 de l'USAF ont été modifiées à la suite de l'enquête. Ci-dessous figurent quelques recommandations de l’USAF :
- Les procédures concernant les hélices doivent être entièrement revues et améliorées afin d’identifier rapidement les dysfonctionnements.
- La formation des pilotes et des ingénieurs de vol doit être accentuée sur les procédures de gestion des problèmes d’hélices.
- Augmentation des suivis des problèmes de maintenance.
- Les sorties de secours devront impérativement être dégagées de tout bagage[2].

Les avions équipés du même type d'hélices que le 44-87651 ont dû être testés en vol après une maintenance technique. Le nombre de personnel autorisé à bord a été réduit à 16. Il a en effet été estimé que la surcharge et un nombre insuffisant de ceintures de sécurité dans l'avion, ont contribué aux nombreuses pertes en vies humaines.
Les 19 corps ont été enterrés à la chapelle McCune Garden à Vacaville. L'armée de l'air a officiellement annoncé que l'avion était en « mission d'entraînement ». Ramoneda a reçu à titre posthume la médaille du soldat, le Purple Heart et le prix Cheney. La base aérienne de Fairfield-Suisun a été officiellement renommée base aérienne de Travis en l'honneur du général décédé le 20 octobre 1950. Une cérémonie officielle de changement de nom a eu lieu le 20 avril 1951, présidée par le gouverneur de Californie, Earl Warren, à laquelle a assisté la famille de Travis. 
Ce n'est qu'en 1994, que la présence de la bombe atomique à bord de l’avion, a été officiellement dévoilée. La bombe nucléaire Mark 4 contenait un dispositif de sécurité à l’uranium appauvri. Une évaluation de santé publique n’a révélé aucun niveau détectable d’uranium sur le site de l’accident.